# Morbus Bowen
Morbus Bowen ofwel de ziekte van Bowen is een voorstadium van huidkanker. Het wordt beschouwd als een (plaveiselcel)-carcinoma in situ: dat wil zeggen een kanker die niet doorgroeit naar diepere huidlagen en dus niet uitzaait. Als geen behandeling wordt ingesteld kan er uit deze plekken huidkanker ontstaan. Daarom wordt de aandoening in de regel behandeld.

## Achtergrond
Verschillende oorzaken zijn:
- Actinische beschadiging van de huid: schade door zonlicht, UV- of röntgenstraling.
- Arseen (werd vroeger wel toegepast als medicament en als bestrijdingsmiddel).
- HPV-infectie.

De diagnose morbus Bowen wordt gesteld door middel van histologisch onderzoek. De cellen van de opperhuid zien er dan onrustig (atypisch) uit: onregelmatig van vorm, wisselend van kleur, ongeordend van ligging. Bij
morbus Bowen is deze onrust aanwezig over de gehele dikte van de opperhuid. Per definitie blijven de afwijkingen tot de opperhuid beperkt, en groeien ze niet de dermis (lederhuid) in, want dan zou er sprake zijn van een plaveiselcelcarcinoom. Echter in de praktijk is dit verschil niet altijd even duidelijk vast te stellen; ook getrainde pathologen komen vrij vaak tot uiteenlopende conclusies.

## Behandeling
- Excisie
- Cryotherapie
- 5-fluoro-uracil-crème
- Fotodynamische therapie
- Imiquimod-crème

Excisie heeft als voordeel dat het zeer effectief is, en controle mogelijk maakt (waarbij wordt nagegaan of de afwijking helemaal verwijderd is en of de diagnose klopt). Nadeel is dat er een operatie voor nodig is (die een litteken achterlaat, en het risico op wondinfectie met zich meebrengt). De andere methoden zijn minder effectief, maar laten (meestal) minder ernstige littekens achter.